# Wienerwand

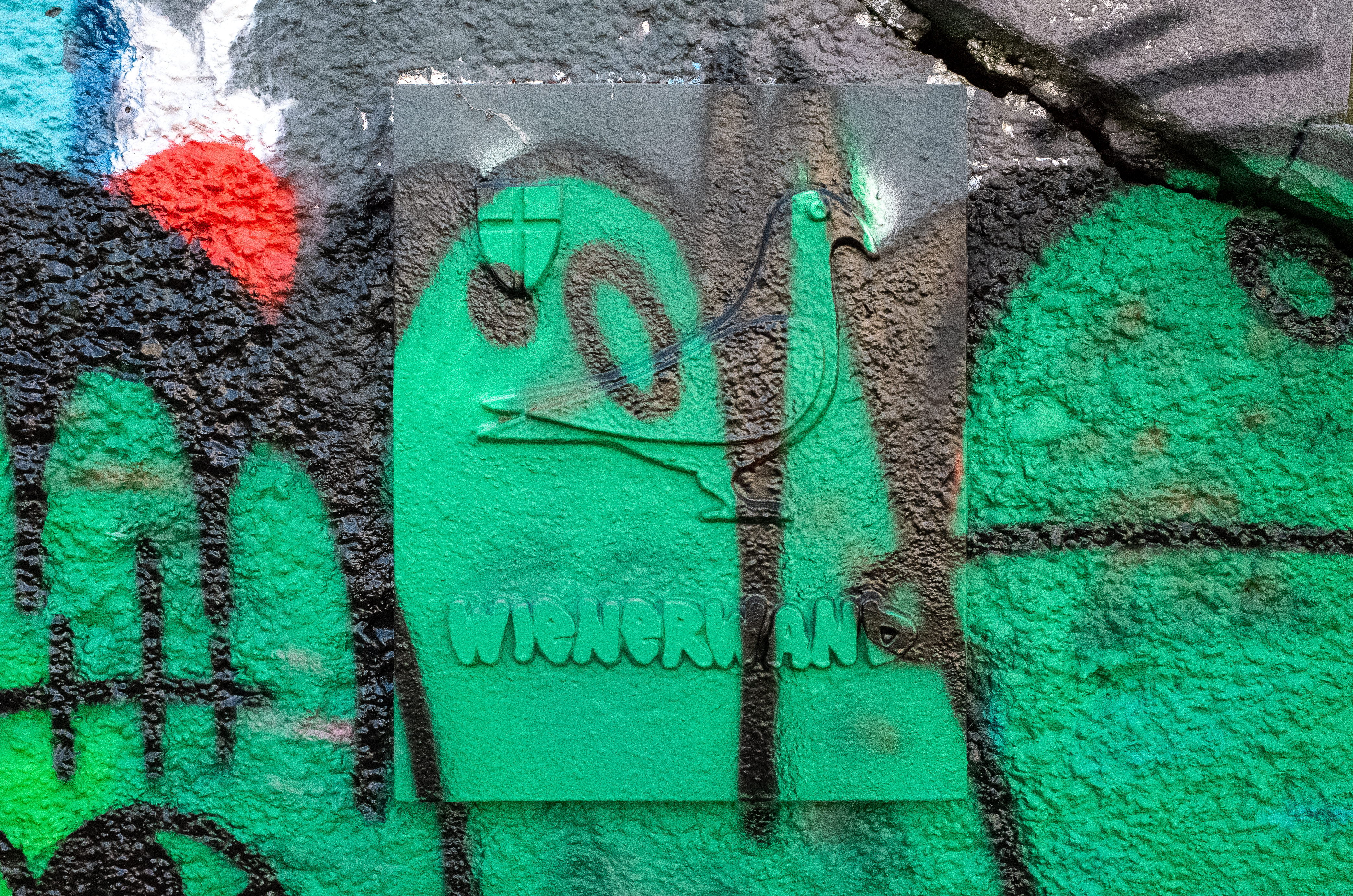
Wienerwand mit Plakette mit Taube und Schriftzug

Wienerwand (manchmal auch in der Schreibweise WienerWand) ist ein Jugendkulturprojekt der Stadt Wien, das es Künstlern aus der Graffiti-Szene ermöglichen soll, in einem nicht-kriminalisierten Rahmen im öffentlichen Raum zu arbeiten. Die ersten legalen Flächen gab es in Wien bereits in den 1990ern. Nachdem viele illegale Sprayer festgenommen worden waren, bildete sich die Wiener Graffiti Union (WGU), die legale Flächen forderte.
Im Projekt Wienerwand werden unter der Organisation der Magistratsabteilung 13 (Bildung und außerschulische Jugendbetreuung) seit 2005 stadtweit insgesamt 22 Wände zur Verfügung gestellt, die frei besprüht werden dürfen. Eine Besonderheit ist die Kennzeichnung durch eine Reliefplatte mit einer stilisierten Taube und dem Schriftzug WIENERWAND. Anders als in anderen Städten werden die Sprühflächen nicht durch Privatpersonen oder Initiativen bereitgestellt, sondern stehen unter der Schirmherrschaft der Stadt. Die Künstlerinnen und Künstler müssen ihr Material selbst mitbringen und werden nicht bezahlt, ein Bestand der Kunstwerke wird nicht garantiert, sie können übermalt werden, insbesondere wenn die Farbe abblättert oder das Bild beschädigt wurde.
Michael Häupl, ehemaliger Bürgermeister von Wien äußerte sich positiv über das Projekt: „Graffiti ist Kunst, aber auch Kritik und Rebellion und setzt sich wie jede Kunst in manchmal unbequemer Weise mit der gesellschaftlichen Situation auseinander.“ Lokalpolitiker in Deutschland bezeichneten das Projekt als Vorbild und kündigten ähnliche Projekte an oder setzten sie um. Der Mitbegründer des Streetart-Festivals Calle Libre Jakob Kattner lobte den Wiener Ansatz zum Umgang mit Streetart: „Also da hat Wien ganz sicher eine Vorreiterrolle: In Europa ist das eine der größten Freiluftgalerien oder ‚hall of fames‘, wie man sie in der Szene nennt“
Das Magazin zett.de des Zeit-Verlags erklärte Wien auch wegen der vielen legalen Sprühflächen zum „gefragten Street-Art-Hotspot“ Im britischen Evening Standard wurden die im Rahmen von Wienerwand gestalteten Wände am Donaukanal als  „bright, gritty soul of Vienna“ („helle, grobkörnige Seele von Wien“) beschrieben. Die Kuratorin Christine Koblitz bezeichnete das Gebiet als „eine der größten Outdoor-Galerien Europas, sicherlich ein Markenzeichen für Wien“.
Das Wien Museum am Karlsplatz erklärte im Rahmen des Kunstprojekts Takeover – Streetart & Skateboarding eine Fläche am Vorplatz vorübergehend zur Wienerwand.